# Una vergine in famiglia
Una vergine in famiglia è un film del 1975, diretto da Luca Delli Azzeri (alias Mario Siciliano).

## Trama
Anna, una ragazza appartenente ad una famiglia borghese, viene raccomandata insistentemente soprattutto dal padre a rimanere vergine fino al matrimonio. Ma quando scopre che lo stesso padre (con la segretaria), la madre (con il prete) e il fratello, dietro la facciata di un'immagine per bene e rispettabile, sono in realtà una banda di dissoluti "libertini", ne rimane sconvolta e si scatena, abbandonandosi a svariate esperienze avventurose, fino ad arrivare addirittura a chiedere ad un accompagnatore occasionale di privarla della sua verginità.